# Tân Trụ
Tân Trụ là một huyện nằm ở phía đông nam tỉnh Long An, Việt Nam.
Huyện Tân Trụ thuộc vùng châu thổ Đồng bằng sông Cửu Long kẹp giữa hai con sông Vàm Cỏ Đông và Vàm Cỏ Tây. Huyện có vị trí địa lý thuận lợi do nằm gần thành phố Tân An và Thành phố Hồ Chí Minh nên có nhiều tiềm năng để phát triển kinh tế xã hội, du lịch sinh thái gắn với di tích lịch sử.

## Địa lý
Tân Trụ thuộc vùng châu thổ đồng bằng sông Cửu Long kẹp giữa hai công sông Vàm Cỏ Đông và Vàm Cỏ Tây, là một huyện nằm phía Đông Nam của tỉnh Long An, có vị trí địa lý:
- Phía bắc giáp huyện Bến Lức
- Phía đông giáp huyện Cần Đước
- Phía nam giáp huyện Châu Thành
- Phía tây giáp thành phố Tân An và huyện Thủ Thừa.

Huyện Tân Trụ diện tích 106,50 km², chiếm 2,37% diện tích tự nhiên của tỉnh, được chia ra 10 xã và 01 thị trấn. Thị trấn Tân Trụ là trung tâm kinh tế, chính trị và văn hoá của huyện.
Tân Trụ có vị trí địa lý rất thuận lợi. Từ Thị trấn Tân Trụ trung tâm của huyện cách thành phố Tân An của tỉnh khoảng 20 km về phía Tây và cách Thành phố Hồ Chí Minh chỉ khoảng 40 km về phía Nam.

## Lịch sử
Tân Trụ là quận của tỉnh Tân An từ ngày 20 tháng 11 năm 1952, gồm có 2 tổng: An Ninh Hạ với 6 làng, Cửu Cư Hạ với 6 làng.
Từ năm 1965, căn cứ Sắc lệnh 143/SL, ngày 22 tháng 2 năm 1956 của Tổng thống Việt Nam Cộng hòa, về việc sửa đổi ranh giới các tỉnh Nam phần, thành lập tỉnh Long An, theo đó quận Tân Trụ thuộc tỉnh Long An, các làng gọi là xã. Sau năm 1965, các tổng mặc nhiên giải thể.
Sau năm 1975, Tân Trụ là huyện của tỉnh Long An, gồm 11 xã: An Nhựt Tân, Bình Lãng, Bình Tịnh, Bình Trinh Đông, Đức Tân, Lạc Tấn, Mỹ Bình, Nhựt Ninh, Nhơn Thạnh Trung, Quê Mỹ Thạnh và Tân Phước Tây.
Ngày 11 tháng 3 năm 1977, hợp nhất huyện Tân Trụ với huyện Châu Thành thành huyện Tân Châu.
Ngày 19 tháng 9 năm 1980, Hội đồng Chính phủ Nhà nước Việt Nam ban hành Quyết định số 298-CP, đổi tên huyện Tân Châu thành huyện Vàm Cỏ.
Ngày 14 tháng 1 năm 1983, sáp nhập xã Nhơn Thạnh Trung về thị xã Tân An.
Ngày 4 tháng 4 năm 1989, Hội đồng Bộ trưởng ban hành Quyết định số 36/HĐBT, chia lại huyện Vàm Cỏ thành 2 huyện cũ: Châu Thành và Tân Trụ. Huyện Tân Trụ bao gồm 10 xã: Nhựt Ninh, Tân Phước Tây, Bình Trinh Đông, An Nhựt Tân, Mỹ Bình, Quê Mỹ Thạnh, Lạc Tấn, Bình Tịnh, Đức Tân và Bình Lãng với 10.269,56 ha diện tích tự nhiên và 60.149 nhân khẩu.
Ngày 23 tháng 11 năm 1991, thành lập thị trấn Tân Trụ trên cơ sở một phần diện tích và dân số của 2 xã: Đức Tân và Bình Tịnh, huyện Tân Trụ có 1 thị trấn và 10 xã.
Ngày 1 tháng 1 năm 2020, sáp nhập xã Mỹ Bình và xã An Nhựt Tân thành xã Tân Bình, huyện Tân Trụ có 1 thị trấn và 9 xã như hiện nay.

## Hành chính

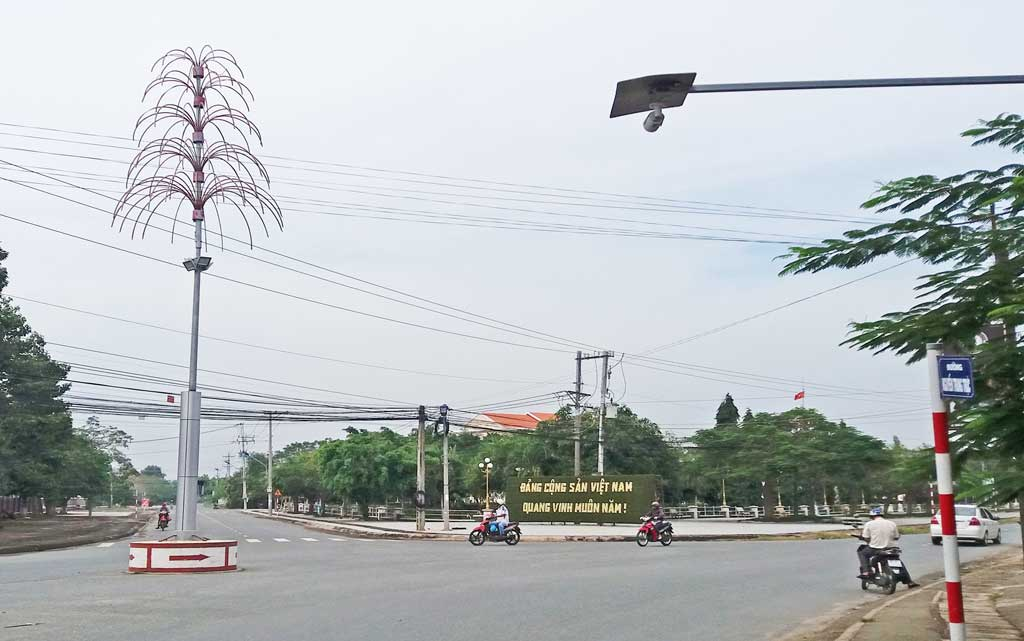
Một góc thị trấn Tân Trụ

Huyện Tân Trụ có 10 đơn vị hành chính cấp xã trực thuộc, bao gồm thị trấn Tân Trụ (huyện lỵ) và 9 xã: Bình Lãng, Bình Tịnh, Bình Trinh Đông, Đức Tân, Lạc Tấn, Nhựt Ninh, Quê Mỹ Thạnh, Tân Bình, Tân Phước Tây.

## Điều kiện tự nhiên

### Khí hậu
Khí hậu của huyện Tân Trụ thuộc vùng nhiệt đới cận xích đạo gió mùa, với hai mùa khô và mùa mưa tương phản. Mùa mưa bắt đầu từ tháng 5 đến hết tháng 10; mùa khô bắt đầu tư tháng 11 đến hết tháng 4 năm sau. Mùa mưa ở Tân trụ thường đến sớm hơn và chấm dứt sớm hơn các huyện phía Bắc của tỉnh Long An.
Tổng lượng mưa trung bình nhiều năm khoảng 1.900 mm, tập trung vào các tháng 6,7,8,9 và 10, chiếm khoảng 90% lượng nước mưa (khoảng 1.500 - 1.600 mmm). Lượng mưa phân bố không đều trong năm: mùa mưa chiếm 85 - 90% lượng mưa cả năm.
Từ tháng 9 đến tháng 10 có lượng mưa lớn trùng với mùa lũ nên thường xảy ra ngập úng. Về mùa khô lượng mưa thấp. Mưa ít nhất vào các tháng 2 và 3, vào thời điểm này hầu như không có mưa. Lượng bốc hơi ngược lại, cao ở mùa khô, chiếm tới 67 - 68% tổng lượng bốc hơi cả năm. Điều này thường xảy ra quá trình oxy hóa tầng phèn làm tăng hàm lượng SO4 và Al2O3 gây ra độc hại cây trồng và vật nuôi.
Chế độ mùa mưa là yếu tố khí hậu cơ bản tạo ra sự tương phản giữa 2 mùa khô và mùa mưa. Sự tương phản về mùa trong năm chi phối các yếu tố khí hậu khác: chế độ nhiệt, chế độ nắng và chế độ mưa.
Nhiệt độ không khí trung bình xấp xỉ 270C, nhiệt độ trung bình thấp nhất từ 15 - 170C, thường xảy ra vào tháng 12, trung bình cao nhất từ 31,5 - 320C, thường gặp vào tháng 3 - 4 hàng năm.
Ẩm độ không khí cũng chênh lệch cao giữa mùa mưa và khô. Độ ẩm trung bình 79,5%. Nhưng thời điểm thấp nhất chỉ có 20%, cao nhất đạt tới xấp xỉ 100%.
Chế độ nắng khá dồi dào, trung bình 2.700 giờ/năm, từ 7- 8 giờ/ngày. Số giờ nắng trung bình nhiều nhất vào các tháng đầu mùa mưa (tháng 1,2,3), ít nắng nhất vào các tháng giữa mùa mưa (tháng 7,8,9).
Hướng gió cũng thay đổi theo mùa, với hai chế độ: chế độ gió mùa mưa và mùa khô. Vào mùa khô, gió chủ yếu thịnh hành theo hướng Đông Bắc, với tốc độ trung bình 5 – 7 m/s. Tân Trụ ít có bão, tuy nhiên đôi khi ảnh hưởng bão và áp thấp nhiệt đới, có mưa lớn xảy ra.
Nhiệt độ không khí ổn định là một ưu thế của khí hậu, thuận lợi để tăng năng suất sinh học và cây trồng nông nghiệp. Tuy nhiên, chế độ khí hậu tương phản theo mùa đã gây khó khăn cho sản xuất nông nghiệp và đời sống con người, đặc biệt là thiếu nguồn nước ngọt trong mùa khô.

### Đất đai
Đất ở Tân trụ thuộc loại đất phù sa. Đất phù sa được chia làm ba loại. Trong đó, đất phù sa đang phát triển có 4.362 ha, chiếm 41%; đất phù sa đang phát triển điển hình có 2.384 ha, chiếm 22,4%. Đất phèn có sáu loại. Trong đó, đất phèn nhẹ có 1.650 ha, chiếm 15,5%, đất phèn nhẹ nhiễm mặn có 1.200 ha, chiếm 11,3%. Đất phèn nhiễm mặn nặng có 237 ha, chiếm 2,2% diện tích.
Tiềm năng lớn nhất của huyện Tân Trụ là đất đai. Trong đó nông nghiệp đến năm 2000 có khoảng 8.968 ha, chiếm trên 84% diện tích tự nhiên, đất ở có 506 ha, chiếm 4,8% diện tích đất tự nhiên, đất chuyên dùng khoảng 378,4 ha chiếm 3,6%.
Trong thời kỳ năm 1995 - 2000, sử dụng đất đai của huyện theo hướng tận dụng nguồn tài nguyên đất đai sẵn có vào mục đích phát triển kinh tế - xã hội của huyện. Đất chưa sử dụng giảm dần từ 847,8 ha năm 1995 giảm xuống còn 788 ha năm 2000, tốc độ giảm bình quân 1,45/năm trong vòng 5 năm. Tỷ lệ đất chưa sử dụng trong tổng diện tích đất tự nhiên giảm từ 8,2% năm 1995 xuống còn 7,4%. Diện tích đưa vào sản xuất và xây dựng cơ sở hạ tầng tăng lên. Đất đưa vào sản xuất nông nghiệp tăng lên 264,7 ha trong vòng 5 năm. Đất chuyên dùng bình quân tăng 2,6%/năm, trong đó đất sử dụng xây dựng và thổ cư tăng bình quân 11,1% thời kỳ 1996- 2000.
Đất phát triển các công trình thủy lợi phục vụ sản xuất tăng 3,85%/năm trong cùng thời kỳ. Tương ứng với tăng diện tích thủy lợi, diện tích nông nghiệp cũng tăng bình quân 0,6%/năm, trong đó diện tích cây lâu năm tăng 7%/năm trong cùng thời kỳ. Trong cùng thời kỳ này, diện tích đất ở tăng bình quân 1,6%/năm, trong đó diện tích đất ở nông thôn tăng 1,62%/năm và đất ở đô thị tăng 1,24%/năm.
Thực trạng sử dụng đất đai trong huyện, theo kết quả điều tra kinh tế xã hội huyện Tân Trụ năm 2000 cho thấy: đất trồng luá chiếm 94% tổng diện tích đất nông nghiệp, đất màu chiếm 1,6%, đất chăn nuôi chiếm 1,8%, đất dành cho nuôi trồng thủy sản chiếm 1,2%.

### Di tích lịch sử

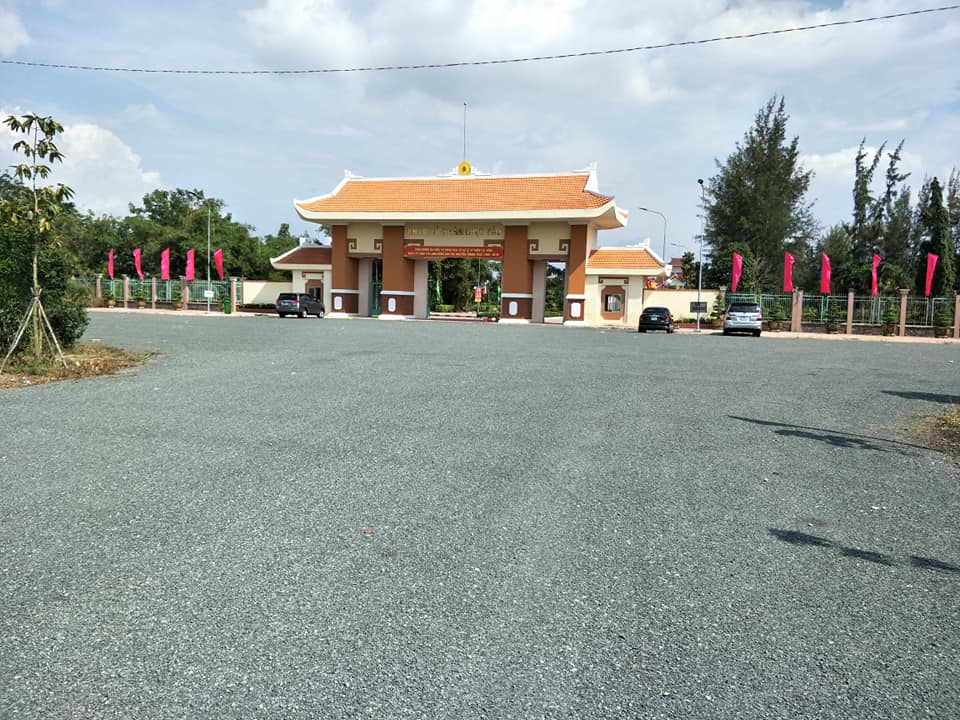
Khu di tích Vàm Nhựt Tảo

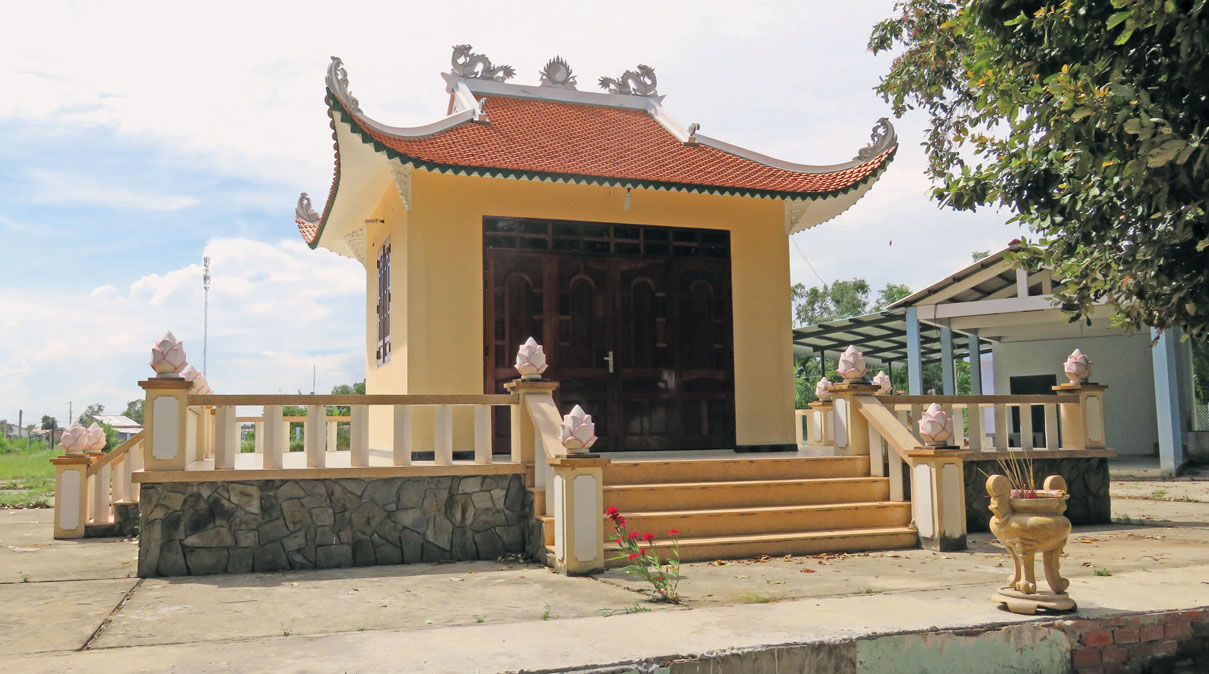
Miếu Ông Bần Quỳ